# Ya (diari)
Ya va ser un periòdic espanyol de publicació diària, editat en Madrid entre 1935 i 1996. Va ser fundat per Editorial Catòlica durant la Segona República. El primer exemplar va sortir al carrer el 14 de gener de 1935. D'orientació conservadora, va ser un dels periòdics més populars i influents d'Espanya durant el franquisme. En 1975, any de la mort de Franco, era el periòdic més venut a Madrid, amb 177 000 exemplars diaris.
No obstant això, els nous temps que van arribar amb la democràcia van suposar una gradual pèrdua de lectors i de publicitat per al diari, que va entrar en una llarga crisi. Va sofrir canvis en la propietat, en la direcció i en la línia editorial, però no va aconseguir remuntar el nombre de lectors.
El 14 de juny de 1996 va publicar el seu últim exemplar, després d'haver passat per les mans d'Antena 3 TV, l'editora mexicana Ediciones del Sur i el Diario de Ávila.
Des de 2008 la seva capçalera és utilitzada pel digital DiarioYa.es a partir de la qual han creat Radio Ya.

## Història
El primer número va aparèixer el 14 de gener de 1935, editat per Editorial Católica SA, com a diari vespertí. Amb Vicente Gállego Castro com a director, va ser suspès el 20 de juliol de 1936 després de l'inici de la Guerra Civil. Durant la guerra, el Partit Comunista d'Espanya va utilitzar les seves rotatives per a publicar Mundo Obrero.
Conclosa la guerra civil espanyola, el diari Ya va passar a ser matutí. Entre 1939 i 1952 va ser dirigit per Juan José Pradera, que va mantenir diversos conflictes amb la direcció de l'empresa. Arran d'un conflicte amb el grup editorial, el 1952 va ser destituït del seu càrrec com a director. El va substituir Aquilino Morcillo Herrera, que va estar més de vint anys al capdavant del periòdic entre 1952 i 1974, Ya anys en què Ya va arribar a ser el periòdic més llegit de Madrid. Home de caràcter, la seva etapa va ser fructífera i, per primera vegada, es va introduir el gravat al buit.
En els últims anys del règim de Franco, el Ya es va significar per la seva línia oberturista per a aquella època de censura. Amb assiduïtat apareixien articles d'un grup d'intel·lectuals i polítics democratacristians, pertanyents a l'anomenat grup Tácito.
Amb el veterà periodista Alejandro Fernández Pombo com a director (1974-1980) i coincidint amb l'obertura a la democràcia, el YA es col·loca a primera pàgina, és el diari més venut a Madrid, i experimenta una modernització tecnològica amb la renovació de les antigues linotípies.
Durant l'any que va estar sota la direcció de Jiménez Quilez, la línia editorial dona una marcada bolcada a la dreta. El declivi s'inicia en la segona meitat dels vuitanta. Un clar símptoma de la recessió és la freqüència amb la qual els bisbes van canviar en aquella dècada als directors: Després de Jiménez Quilez, José María Castaño, Venancio Luis Agudo, Guillermo Medina, Fernando Onega, (1985-1986) i Ramón Pi.

### Decadència i desaparició
El 1988 la Conferència Episcopal, en un gest de deslligar-se del diari, en va vendre la capçalera i l'emblemàtica seu —situada en el madrileny carrer d'Agustín de Foxá—, a una filial del grup basc Comecosa (actual Grupo Correo), fet que va donar pas a un període de declivi. Aquesta acció va significar la pèrdua d'un preuat i substanciós patrimoni, que hauria pogut salvar-lo del seu precipitat final. Els nous propietaris van fracassar en el seu intent de reflotar-lo (per exemple, el periòdic va tancar l'exercici de 1990 amb unes pèrdues superiors als 2000 milions de pessetes), i, tres anys després, juliol de 1991, el van vendre a Antena 3 TV.
Antena 3 TV, llavors encara propietat del comte de Godó, va fracassar en el seu projecte de crear un grup multimèdia i el va vendre al desembre de 1992 al grup mexicà Editoriales del Sur pel simbòlic preu d'una pesseta. No obstant això, els nous propietaris van suspendre pagaments al juliol de 1993.
A l'octubre de 1994 l'empresari xilè Miguel Ángel Gnecco va al·legar haver comprat el periòdic i al desembre, l'editor del Diario de Ávila, Aurelio Delgado, va comprar la capçalera per un valor simbòlic d'una pesseta, en un acord en el qual també van estampar la seva signatura representants d'A3 TV, la Comunitat de Madrid i UGT. Caja de Madrid va atorgar un crèdit de 600 milions de pessetes al diari, avalat per la Comunitat. El setembre del 1995. Aurelio Delgado va anunciar una ampliació de capital per valor de 800 milions de pessetes, que mai no es va produir.
L'últim director de YA va ser Rafael González Rodríguez (1994-abril 1996), veterà periodista d'Edica, que va rellançar de nou el diari —amb nova capçalera— en un intent de donar per alleujada la crisi. Però l'embranzida va durar poc. L'abril del 1996 els 160 treballadors del diari van demandar a l'Editorial Catòlica per impagament de salaris. Tota la plantilla, sense excepció de lloc o responsabilitat, van passar a cobrar un sou lineal de 100 000 de pessetes, com a única manera de mantenir les seves ocupacions, és a dir de no tancar.
Al juny de 1996 la Justícia reconeix el dret dels treballadors a cobrar 2000 milions de pessetes d'indemnització. Després de declarar-se insolvent l'empresa, els 160 treballadors —amos dels drets de propietat de la capçalera "Ya" i de la resta dels seus béns— són acomiadats sense percebre cap indemnització malgrat haver guanyat el judici.
El 25 de gener de 2006, va sortir a subhasta l'antic arxiu fotogràfic del Diari Ya, que va ser adjudicat per 40.;000 € a la Fundación Universitària San Pablo CEU, com confirmen des de la pròpia institució.